# エデュテインメント
エデュテインメント（英: edutainment）は、娯楽でありながら、娯楽と関係ない分野の教育として機能するようなエンターテインメントの形式である。テレビ番組、テレビゲーム、映画、音楽、ウェブサイト、マルチメディアソフトウェアなどといった一般的な娯楽の中に教育的要素を埋め込むことで、聴衆や視聴者を教育する。例えば、競合状態の解決を子供に教えるテレビゲームもエデュテインメントであり、ガイド解説付きツアーで野生動物の生態や生息地を学ぶのも一種のエデュテインメントである。
子供向けの体験型の博物館や教育的な遊戯施設などもエデュテインメントの一種と見なすことができる。例えば、PlayWiseKids（アメリカ）、Talents Center（サウジアラビア）、Strong National Museum of Play（アメリカ）、Please Touch Museum（アメリカ）などがある。これらの施設は幼稚園や小学校の先生の見学が多いことでも知られている。
多くの場合、エデュテインメントは特定の対象を指導し、その社会文化的振る舞いを改善する。イギリスでは一部の学校でエデュテインメントが取り入れられている。成功したエデュテインメントでは魅力的で面白く、いつのまにか学ぶことができ、楽しい。
基本的に、遊んでいる、楽しんでいると、いつの間にか自然に知識がつくというのがエデュテインメントの定義である。従って、系統講義録ビデオなどは、たとえ内容が囲碁講座など趣味娯楽に関するものであっても、エデュテインメントに含めない。
アメリカ合衆国やイギリスでは、薬物乱用、予防接種、十代の出産、HIV / AIDS、悪性腫瘍といった医療問題や社会問題の教育にエデュテインメントを用いている。

## 語源
「エデュテインメント (edutainment)」は1975年、Chris Daniels が Millennium Project（後の Elysian World Project）のテーマを包括的に指して作ったかばん語である。このプロジェクトはエンターテインメントによる教育を理念としていた。その後、この言葉が他にも使われるようになり、Bob Heyman がナショナルジオグラフィック協会のドキュメンタリーで一般に広めた。
別の文献によれば、Peter Catalanotto が1990年代後半に作った言葉とされる。彼は様々な学校を巡って、楽しみながらイラストと文を書くことを教えていた。しかし、1990年にブギーダウン・プロダクションズというヒップホップグループが "Edutainment" というアルバムをリリースしており、Catalanotto 以前からエデュテインメントという言葉が存在していたことは明らかである。
1983年、イギリスではホームコンピュータ用のゲームのパッケージに "edutainment" という言葉を使っていた。1983年ごろの "Your Computer" 誌にも広告に "arcade edutainment" と書かれているものが見受けられる。これらのソフトウェアパッケージは政府が支援していた Telford ITEC が発売したもので、ITEC に勤務していた Chris Harvey がこの言葉を使った。エレクトロニック・アーツが1984年にリリースしたゲーム Seven Cities of Gold でも広告に "edutainment" という言葉を使っていた。

## 社会進化のためのエデュテインメント
エデュテインメントはコミュニケーション理論や教育理論を伝達手段に組み合わせ、社会進化的メッセージを広めるのに使われる。古くからあるエデュテインメントとして寓話があるが、現代的なエデュテインメントの第一人者は Miguel Sabido であろう。1970年代、Sabido は家族計画、リテラシーなどの教育的要素を持つテレノベラ（ソープオペラあるいは連続ドラマ）をラテンアメリカで制作し始めた。彼はアルバート・バンデューラらの理論を取り入れ、番組が視聴者に与えるインパクトも考慮し、この分野に一種の革命を起こした。この手法は今では広く世界中で使われ、特に健康に関する重要なメッセージを大衆に伝え教育する役割を果たしている。この分野では、ジョンズ・ホプキンス大学のような主要な大学や PCI-Media Impact のような非政府組織やアメリカ疾病予防管理センター (CDC) のような政府機関がアメリカ合衆国で活動しており、世界的にも影響を与えている。
エデュテインメント的要素を取り入れて成功したラジオ番組として、次のようなものがある。
- "The Lawsons/Blue Hills" - オーストラリアの農民を新しい農法に順応させる支援を意図したラジオ番組
- "Tinka Tinka Sukh" - インドでの環境と健康増進を意図したラジオ番組
- "Soul City" - AIDS撲滅を意図した南アフリカのラジオ番組

テレビ番組にもエデュテインメントを取り入れたものが多数存在する。南カリフォルニア大学 Annenberg Center for Communication、CDC、アメリカ国立癌研究所 (NCI) は、健康や医療に関する教育的要素のある番組を表彰する Sentinel Award を毎年開催している。2006年のノミネート作品と受賞作品には以下の作品があった。
- 『NUMBERS 天才数学者の事件ファイル』 - 臓器提供者不足を扱ったストーリーに対して
- 『グレイズ・アナトミー 恋の解剖学』 - 臓器移植と癌を扱ったストーリーに対して
- 『アズ・ザ・ワールド・ターンズ』 - 乳がんを扱ったストーリーに対して
- The George Lopez Show - 小児臓器移植を扱ったストーリーに対して
- Don Pedro's Diabetes - 登場人物がダイエット、エクササイズ、糖尿病の薬物治療などに奮闘するテレノベラ

## 教育理論
エデュテインメントの制作の基盤には、コミュニケーション理論と教育学が存在する。さらにCDCではウェブサイトに制作者向けのガイダンスとなる情報を公開している。
エデュテインメントに関わるコミュニケーション理論としては次のような理論がある。
- 説得的コミュニケーション理論（Aristotle、Petty、Cacioppo） - 心理学的特徴は、メッセージ対する人の反応に影響を及ぼす。また、情報源の信頼性、魅力、権威など人々の反応に影響するメッセージと情報源の要因を示す。
- 合理的行為の理論（エイゼン、フィッシュバイン） - 社会的影響は、信念や一般的な社会規範を含めた振る舞いに影響する。
- 社会的学習理論（バンデューラ） - 人間は他人と他人の行動の結果を観察することから学ぶ。
- 普及理論（ロジャース） - 振る舞いは時間と共にコミュニティやグループに普及していく。テレビはアイデアを植えつけるが、社会的ネットワークはそれを補強し成長させる。

エデュテインメントに関わる教育学としては次のような理論がある。
- 適合性: 与えられる知識が役立つとき、学習効果が高くなる。
- 段階的学習: その人のペースで学ぶのが最も学習効果が高い。
- 分散学習: 様々な人々が様々な期間に様々な方法で学習する。情報を様々な形で提供することで、より吸収しやすくなる。

## 映画やテレビ番組におけるエデュテインメント
初期の教育的要素を持った映画としては、1943年の Private Snafu などがある。
第二次世界大戦後、エデュテインメントの主役はテレビとなり、『セサミストリート』、『ドーラといっしょに大冒険』、『テレタビーズ』といった子供番組が制作された。
子供向けに製作されたOVAも娯楽性をメインとしたテレビアニメとの差別化から主要ジャンルの一つであり、業務用ビデオグラムの一種である安全教育アニメが1970年代に16ミリフィルムから始まり、時代が進む毎にVHS、レーザーディスク、DVD-Videoといったメディアにも進出した。1988年頃から低予算製作・低価格販売としたうえでVHSのみの流通が主の家庭用作品も加わり、それ故に絵の動きを少なめとし、無名声優を積極的に使う作風となっている。
大人向けとしては、シチュエーション・コメディのエピソードがエデュテインメント的要素を持つことがある。そのようなエピソードをアメリカのコマーシャル用語で very special episode と呼ぶ。例えば Happy Days というシチュエーション・コメディのあるエピソードは、アメリカでの図書館カードの需要を600%に増大させるという効果を発揮した。一方イギリスのラジオドラマ The Archers は数十年に渡り体系的に農業についての教育を図ってきた。タンザニアのラジオドラマ Twende na Wakati は家族計画教育を意図している。

## 批判
アメリカ合衆国では、エデュテインメントは科学館のパラダイムとしても成長し続けている。その場合、教育的内容を犠牲にして娯楽性を強調することが多い。問題はアメリカ人が映画やテーマパークのような刺激的な娯楽に慣れているため、科学館や博物館に同様なものを要求する点である。そのため、博物館が教育や歴史的保存を通して公益を提供する研究機関というよりも、エンターテインメント産業の中のビジネスの一種に堕しているとの批判がなされている。